# Ambeyrac
Ambeyrac település Franciaországban, Aveyron megyében. Lakosainak száma 181 fő (2022. január 1.). Ambeyrac Balaguier-d’Olt, Montsalès, Ols-et-Rinhodes, Saujac, Larroque-Toirac és Montbrun községekkel határos.

## Népesség
A település népességének változása:
| Lakosok száma | 214  | 192  | 167  | 182  | 180  | 178  | 174  | 176  | 177  | 181  |
|               | 1968 | 1982 | 1990 | 2006 | 2013 | 2015 | 2017 | 2019 | 2020 | 2022 |